# ديك وود
ديك وود (بالإنجليزية: Dick Wood)‏ هو لاعب كرة قدم أمريكية أمريكي، ولد في 29 فبراير 1936 في لانيت في الولايات المتحدة، وتوفي في 4 أبريل 2015 في أتلانتا في الولايات المتحدة.

## وصلات خارجية
- ديك وود على موقع مرجع كرة القدم المحترفة.كوم (الإنجليزية)